# Platylabus tenuicornis
Platylabus tenuicornis är en stekelart som först beskrevs av Cresson 1868.  Platylabus tenuicornis ingår i släktet Platylabus och familjen brokparasitsteklar. Inga underarter finns listade i Catalogue of Life.